# SN 2008bj
SN 2008bj – supernowa typu II odkryta 12 marca 2008 roku w galaktyce M+08-22-20. W momencie odkrycia miała maksymalną jasność 18,80m.